# Tugrik
Tugrik eller Tögrög(mongolsk: ᠲᠥᠭᠥᠷᠢᠭ, төгрөг, tögrög; tegn: ₮; kode: MNT) er den officielle valuta i Mongoliet. I øjeblikket er den laveste værdi i almindelig brug en 10-tugrikseddel og den højeste en 20.000-tugrikseddel.

## Etymologi
Ordet tögrög (төгрөг) refererer til "cirkel", eller en "cirkulær objekt" (dvs. en mønt), men bliver nu sjældent brugt uden at referere til denne valuta, med undtagelse af ordene tögrög sar (төгрөг сар), som betyder "fuldmåne".

## Historie
Tugrikken blev indført d. 9. december 1925 til en værdi svarende til én Sovjetisk rubel, hvor en rubel eller tuvar lig med 18 g sølv. Den erstattede den mongolske dollar og andre valutaer, og det blev det eneste lovlige valuta d. 1. april 1928.